# マンガラ (インド神話)

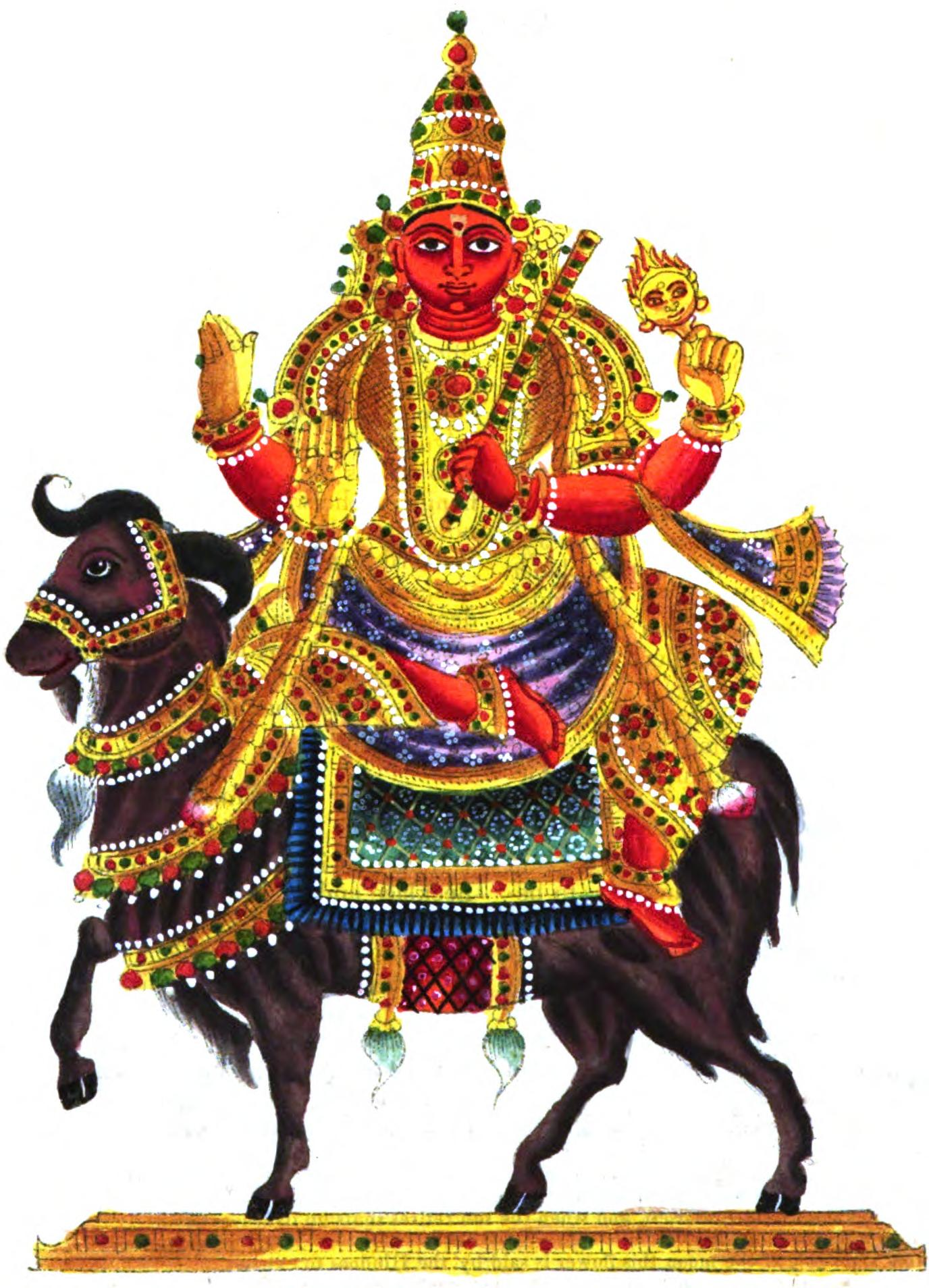
マンガラ

マンガラ（サンスクリット: मङ्गल Maṅgala）は、インドの九曜のひとつで、火星にあたる。
マンガラは文字通りには吉祥を意味する。アグニの名前でもある。
ある神話によれば、マンガラはシヴァの血と汗から生まれたという。別の神話によれば、ヴィシュヌがヴァラーハ（猪）の姿で現れて、海底に沈められた大地（ブーミないしプリティヴィー）を元に戻したときにヴィシュヌとブーミから生まれたとする。
マンガラは大地（地球）の子（bhauma < bhūmi）とも呼ばれる。
カールッティケーヤと同一視されることもあるが、図像学上は異なっている。赤い肌で、4本の腕を持ち、牡羊に乗る。
火星はまたアンガーラカ（aṅgāraka 文字通りには「炭」）とも呼ばれる。